# Андреландия (микрорегион)

Андреландия на карте.

Андреландия (порт. Microrregião de Andrelândia) — микрорегион в Бразилии, входит в штат Минас-Жерайс. Составная часть мезорегиона Юг и юго-запад штата Минас-Жерайс. Население составляет 	73 870	 человек (на 2010 год). Площадь — 	5053,141	 км². Плотность населения — 	14,62	 чел./км².

## Демография
Согласно сведениям, собранным в ходе переписи 2010 г. Национальным институтом географии и статистики (IBGE), население микрорегиона составляет:						
| Полное население                             | Полное население                             | Полное население                             | Полное население                             | 73 870 |
| -------------------------------------------- | -------------------------------------------- | -------------------------------------------- | -------------------------------------------- | ------ |
| в том числе:                                 | Городское население                          | 56 797                                       | Процент городского населения, %              | 76,89  |
|                                              | Сельское население                           | 17 073                                       | Процент сельского населения, %               | 23,11  |
|                                              | Мужское население                            | 37 147                                       | Процент мужского населения, %                | 50,29  |
|                                              | Женское население                            | 36 723                                       | Процент женского населения, %                | 49,71  |
| Плотность населения, чел/км²                 | Плотность населения, чел/км²                 | Плотность населения, чел/км²                 | Плотность населения, чел/км²                 | 14,62  |
| Население микрорегиона в % к населению штата | Население микрорегиона в % к населению штата | Население микрорегиона в % к населению штата | Население микрорегиона в % к населению штата | 0,38   |

## Статистика
- Валовой внутренний продукт на 2003 год составляет 283 616 394,00 реалов (данные: Бразильский институт географии и статистики).
- Валовой внутренний продукт на душу населения на 2003 год составляет 3796,46 реалов (данные: Бразильский институт географии и статистики).
- Индекс развития человеческого потенциала на 2000 год составляет 0,740 (данные: Программа развития ООН).

## Состав микрорегиона
В составе микрорегиона включены следующие муниципалитеты:
1. Аюруока
2. Андреландия
3. Арантина
4. Бокайна-ди-Минас
5. Бон-Жардин-ди-Минас
6. Карвальюс
7. Крузилия
8. Либердади
9. Миндури
10. Паса-Винти
11. Серитинга
12. Серранус
13. Сан-Висенти-ди-Минас